# Dhul-Kifl
Dhul-Kifl, (arabiska: ذو الكفل) anses av muslimerna vara en islamisk profet . Men det finns också ett stort antal muslimer som håller för sant att han bara var en rättfärdig man nämnd i Koranen och sålunda ingen profet.